# NGC 6029
NGC 6029 este o galaxie activă situată în constelația Șarpele. A fost descoperită în 2 iunie 1864 de către Albert Marth.